# Maria Fisker
Maria Fisker (n. 3 octombrie 1990, în Favrskov, Danemarca) este o handbalistă din Danemarca ce joacă pentru echipa națională a Danemarcei pe postul de extremă stânga.
Pe 4 februarie 2015 s-a anunțat că Maria Fisker a semnat un contract valabil doi ani cu clubul românesc CSM București, care evoluează în Liga Națională. Ea a jucat un sezon la CSM București, cu care a câștigat Liga Campionilor EHF. În vara anului 2016, Fisker s-a întors în Danemarca, semnând un contract cu clubul Randers HK. În 2019 s-a transferat la Viborg HK.

## Palmares
- Liga Daneză de Handbal:
  - Câștigătoare: 2008, 2009, 2014

- Cupa Danemarcei:
  -  Câștigătoare: 2007, 2008, 2012, 2014, 2017

- Supercupa Danemarcei:
  -  Câștigătoare: 2011

- Liga Națională:
  - Câștigătoare: 2016

- Cupa României:
  -  Câștigătoare: 2016

- Liga Campionilor EHF:
  -  Câștigătoare: 2009, 2016

- Cupa Cupelor EHF:
  -  Câștigătoare: 2014

- Cupa EHF:
  -  Câștigătoare: 2010

- Campionatul Mondial:
  -  Medalie de bronz: 2013
  - Locul 4: 2011

## Premii individuale
- Extrema stânga a echipei ideale All-Star Team la Campionatul Mondial: 2013;[5]
- Extrema stânga a echipei ideale All-Star Team la Campionatul European: 2014;[6]
- Cetățean de onoare al Bucureștiului: 2016[7][8]